# Малое Лыскарево
Малое Лыскарево — деревня в Усть-Кубинском районе Вологодской области.
Входит в состав Никольского сельского поселения, с точки зрения административно-территориального деления — в Никольский сельсовет.
Расстояние по автодороге до районного центра Устья — 41 км, до центра муниципального образования Никольского — 8 км. Ближайшие населённые пункты — Ждановская, Большое Лыскарево, Тавлаш.
По переписи 2002 года население — 6 человек.